# Unterseeboot 247
Le Unterseeboot 247 (ou U-247) est un sous-marin allemand (U-Boot) de type VII.C utilisé par la Kriegsmarine (marine de guerre allemande) pendant la Seconde Guerre mondiale

## Historique
Mis en service le 23 octobre 1943, l'Unterseeboot 247 suit sa phase d'entraînement initial à Kiel, en Allemagne à la 5. Unterseebootsflottille jusqu'au 31 mai 1944, puis intègre son unité de combat à la base sous-marine de Brest avec la 1. Unterseebootsflottille.
Il réalise sa première patrouille, quittant le port de Bergen le 31 mai 1944 sous les ordres de l'Oberleutnant zur See Gerhard Matschulat. Après 59 jours de mer et un succès d'un navire marchand coulé de 207 tonneaux, l'U-247 rejoint le port de Brest qu'il atteint le 28 juillet 1944.
L'Unterseeboot 247 effectue deux patrouilles dans lesquelles il a coulé un navire marchand de 207 tonneaux durant 71 jours en mer.
Sa deuxième patrouille commence à la base sous-marine de Brest le 26 août 1944 toujours sous les ordres de l'Oberleutnant zur See Gerhard Matschulat. Après sept jours de mer, l'U-247 coule le 1er septembre 1944 dans la Manche près de Land's End à la position géographique de 49° 54′ N, 5° 49′ O par des charges de profondeur lancées des frégates canadiennes HMCS Saint John et HMCS Swansea. 
Les cinquante-deux membres d'équipage meurent dans cette attaque.

## Affectations successives
- 5. Unterseebootsflottille à Kiel du 23 octobre 1943 au 31 mai 1944 (entrainement)
- 1. Unterseebootsflottille à Brest du 1er juin au 1er septembre 1944 (service actif)

## Commandement
- Oberleutnant zur See Gerhard Matschulat du 23 octobre 1943 au 1er septembre 1944

## Patrouilles
|       | Commandant               | Départ       | Départ  | Arrivée            | Arrivée | Jours    | Succès |
| ----- | ------------------------ | ------------ | ------- | ------------------ | ------- | -------- | ------ |
|       | Oblt. Gerhard Matschulat | 18 mai 1944  | Kiel    | 20 mai 1944        | Arendal | 3 jours  |        |
|       | Oblt. Gerhard Matschulat | 27 mai 1944  | Arendal | 28 mai 1944        | Bergen  | 2 jours  |        |
| 1     | Oblt. Gerhard Matschulat | 31 mai 1944  | Bergen  | 28 juillet 1944    | Brest   | 59 jours | 207    |
| 2     | Oblt. Gerhard Matschulat | 26 août 1944 | Brest   | 1er septembre 1944 | Coulé   | 7 jours  |        |
| Total | Total                    | Total        | Total   | Total              | Total   | 71 jours | 207 t  |

Note : Oblt. = Oberleutnant zur See

## Navires coulés
L'Unterseeboot 247 a coulé un navire marchand pour un total de 207 tonneaux au cours de ses deux patrouilles (66 jours en mer) qu'il effectua.
| Date           | Navire      | Pavillon    | Tonnage | Fait  |
| -------------- | ----------- | ----------- | ------- | ----- |
| 5 juillet 1944 | Noreen Mary | Royaume-Uni | 207     | Coulé |

### Source et bibliographie
- (en) Cet article est partiellement ou en totalité issu de l’article de Wikipédia en anglais intitulé « German submarine U-247 » (voir la liste des auteurs).
- Chris Bishop, historien militaire (trad. de l'anglais par Christian Muguet), Les sous-marins de la Kriegsmarine : 1939-1945 : le guide d'identification des sous-marins [« The spellmount submarine identification guide : Kriegsmarine U-boats 1939-1945 »], Paris, Éditions de Lodi, 2008, 192 p. (ISBN 978-2-84690-327-1, OCLC 470721805, BNF 41298980)